# 副睫螳属
副睫螳属（学名：Parablepharis）为花螳科的一个属。

## 下属物种
本属包括以下物种：
- 库氏副睫螳 Parablepharis kuhlii de Haan, 1842